# 1920 год в театре
1920 год в театре

## События
- Бывшим Императорским театрам Российской империи были присвоены звания «академических».
- 9 ноября — в Петрограде открылся театр «Вольная комедия».

### Постановки
- 3 июня — премьера балета О. Сентпала «Оберон и Титания» на музыку Феликса Мендельсона, Венгерский оперный театр.
- сценическая премьера трагедии Гусейна Джавида «Иблис».

## Деятели театра
- Морис Метерлинк публикует пьесу «Чудо Святого Антония».

### Родились
- 6 января — Сандер Проси, актёр театра и кино, профессор, народный артист Албании.
- 17 февраля — Вячеслав Дугин, актёр театра и кино, артист театра им. Вахтангова.
- 28 февраля, Одесса — Борис Иванов, актёр театра и кино, народный артист РСФСР (1981).
- 29 мая — Рачко Ябанджиев, актёр театра и кино, народный артист Болгарии.
- 15 июня — Алла Казанская, актриса театра и педагог, артистка театра им. Вахтангова, народная артистка РСФСР (1971).
- 26 июня — Гава Лубсангийн, монгольский театральный художник, сценограф. Народный артист МНР. Дважды лауреат Государственной премии Монголии.
- 9 сентября, Смоленск — Афанасий Салынский, советский драматург.
- 11 сентября, Кардам — Иван Братанов, болгарский актёр театра и кино.
- 18 декабря, Ташкент — Яков Хамармер, главный режиссёр Ленинградского театра драмы и комедии на Литейном (1966—1986)
- 21 декабря
  - Гавана — Алисия Алонсо, кубинская балерина, хореограф и педагог, создательница Национального балета Кубы.
  - Монреаль — Жан Гаскон, канадский актёр и режиссёр театра.

### Скончались
- 14 мая, Кишинёв — Дувид Кесслер, еврейский американский актёр, режиссёр и антрепренёр.